# 服部裕之
服部 裕之（はっとり ひろゆき、1957年（昭和32年）3月7日 - 2018年（平成30年）9月12日）は、日本の実業家。ビー・ユー・ジー創業者・元代表取締役社長。

## 人物・来歴
北海道出身。北海道大学工学部で伊福部達の下、福祉工学の研究に従事。北海道大学大学院工学研究科生体工学専攻修士課程在学中の1980年に同級生の村田利文、若生英雅、木村真とビー・ユー・ジーを設立し、代表取締役に就任。JR札幌駅前にIT企業が集積したサッポロバレーの企業群の先駆けとなった。1995年北海道生涯学習審議会委員。1997年女子高生を買春したとして児童福祉法違反及び北海道青少年保護育成条例違反容疑で逮捕され、代表取締役並びに札幌市長期総合計画審議会委員、日本システムハウス協会理事などを辞任。略式起訴され罰金刑に処された。2001年代表取締役社長に復帰。2008年にビー・ユー・ジーが森精機製作所の子会社化されると、ビー・ユー・ジーの一部の事業を分離してカスケードを創業し、代表取締役に就任。2009年ビー・ユー・ジー特別顧問。2013年所有するイサム・ノグチのTHE OMPHALOSをモエレ沼公園に寄贈し、トークショーを開催。2018年病没。享年61。